# Мађарски олимпијски комитет
Мађарски олимпијски комитет (мађ. Magyar Olimpiai Bizottság (MOB)) је друга најстарија организација која још и данас постоји (прва је Црвени крст Земаља круне светог Стефана) по старости. Од националних олимпијских комитета мађарски комитет је основан као шести по реду 15. децембра 1895. године (одмах после француског, грчког, САД, немачког и аустријског олимпијског комитета.
Мађарски олимпијски комитет је непрофитабилна организација која представља Мађарску и њене спортисте код Међународног олимпијског комитета (МОК).
Мађарски олимпијски комитет је 2005. године славио 110. годишњицу постојања. На свечаности која је том приликом организована, присуствовао је и Хуан Антонио Самаран, доживотни почасни председник НОКа, и тадашњи председник националних комитета Жак Роже.
| „ | Мађарска је један од бастиона олимпијског покрета. У овој малој земљи, која изузетно воли спорт, пуно је учињено на ширењу олимпијске идеје. И са развојем олимпијског покрета ширио се и значај Мађарске као спортске базе. | ” |

(Хуан Антонио Самаран)
Егеру

## Историја МОБ
Ференц Кемењдиректор реалке у Егру, осамдесетих година 19. века је похађао факултет у Паризу на Сорбони, где се упознао са бароном Пјером де Кубертеном и идејама о оснивању модерних олимпијских игара.
Када је 1894. године Кубертен основао Национални олимпијски комитет, писмом је затражио од Кемења да оснује Мађарски олимпијски комитет и да се придружи покрету.
Први чланови НОКа из 1896. године:
- Деметриос Викелас (Demetriosz Vikelasz) председник (Грчка)
- Пјер де Кубертен (Pierre de Coubertin) секретар (Француска)
- Александр Дмитриевич Бутовскиј (Русија)
- Јири Гут-Јарковски (Jiri Guth-Jarkovsky) (Чешка)
- Ференц Кемењ (Kemény Ferenc) (Мађарска)
- Виктор Балк (Viktor Balck) (Шведска)
- Вилибалд Гебхард (Willibald Gebhard) (Немачка)

Мађарско гимнастичко друштво чији је и Кемењ био члан, је у почетку са задршком гледало на овај нови покрет, али се убрзо придружило и подржало покрет. Кемењ је успео да прикупи под своје окриље велики број Фискултурних друштава и организација, већином из Будимпеште и околине, од познатих су МТК, ББТЕ, III. округ ТВЕ. Први председник Мађарског олимпијског комитета је био Алберт Берзевиц а секретар Ференц Кемењ., 

### Председници МОБ
- Алберт Берзевици (dr. Berzeviczy Albert) (1895—1904)
- Имре Сечењи (gróf Széchényi Imre) (1904—1905)
- Геза Андраши (gróf Andrássy Géza) (1905—1907)
- Геза Андраши и Ђула Мужа (gróf Andrássy Géza), (Muzsa Gyula)(1907—1927)
- Ђула Мужа (Muzsa Gyula) (1927—1940)
- Ђула Прем (dr. Prém Gyula) (1941—1944)
- Алајош Јамбор и Шандор Барч (Jámbor Alajos), (Barcs Sándor) (1947—1948)
- Густав Шебеш и Жигмонд Абрај (Sebes Gusztáv), (Ábray Zsigmond) (1948—1951)
- Ђула Хеђи (Hegyi Gyula) (1951—1958)
- Ђула Хеђи, Шандор Гашпар и Золтан Комочин (Hegyi Gyula), (Gáspár Sándor), (Komócsin Zoltán) (1958—1962)
- Ђула Хеђи (Hegyi Gyula) (1962—1964)
- Ђула Егри (Egri Gyula) (1964—1969)
- Шандор Бекл (dr. Beckl Sándor) (1969—1978)
- Иштван Буда (Buda István) (1978—1986)
- Габор Деак (Deák Gábor) (1986—1989)
- Пал Шмит (dr. Schmitt Pál) (1989—2010)
- Жолт Боркаи (Borkai Zsolt) (2010—2017)
- Кристијан Кулчар (Kulcsar Krisztian) (2017-)

## Савези
| Савез                             | Летње или Зимске | Седиште    |
| --------------------------------- | ---------------- | ---------- |
| Атлетски савез Мађарске           | Летње            | Будимпешта |
| Бадминтон савез Мађарске          | Летње            | Будимпешта |
| Бејзбол и софтбол савез Мађарске  | Летње            | Будимпешта |
| Бициклистички савез Мађарске      | Летње            | Будимпешта |
| Боксерски савез Мађарске          | Летње            | Будимпешта |
| Веслачки савез Мађарске           | Летње            | Будимпешта |
| Гимнастички савез Мађарске        | Летње            | Будимпешта |
| Голф савез Мађарске               | Летње            | Будимпешта |
| Јахтинг савез Мађарске            | Летње            | Будимпешта |
| Кајакашки савез Мађарске          | Летње            | Будимпешта |
| Карате савез Мађарске             | Летње            | Будимпешта |
| Карлинг савез Мађарске            | Зимске           | Будимпешта |
| Клизачки савез Мађарске           | Зимске           | Будимпешта |
| Коњички савез Мађарске            | Летње            | Будимпешта |
| Кошаркашки савез Мађарске         | Летње            | Будимпешта |
| Мачевачки савез Мађарске          | Летње            | Будимпешта |
| Одбојкашки савез Мађарске         | Летње            | Будимпешта |
| Пливачки савез Мађарске           | Летње            | Будимпешта |
| Рагби савез Мађарске              | Летње            | Будимпешта |
| Рвачки савез Мађарске             | Летње            | Будимпешта |
| Рукометни савез Мађарске          | Летње            | Будимпешта |
| Савез Мађарске за модерни петобој | Летње            | Будимпешта |
| Савез Мађарске за скокове у воду  | Летње            | Будимпешта |
| Савез хокеја на леду Мађарске     | Зимске           | Будимпешта |
| Скијашки савез Мађарске           | Зимске           | Будимпешта |
| Сноуборд савез Мађарске           | Зимске           | Будимпешта |
| Стонотениски савез Мађарске       | Летње            | Будимпешта |
| Стреличарски савез Мађарске       | Летње            | Будимпешта |
| Стрељачки савез Мађарске          | Летње            | Будимпешта |
| Сурферски савез Мађарске          | Летње            | Будимпешта |
| Теквондо савез Мађарске           | Летње            | Будимпешта |
| Триатлон савез Мађарске           | Летње            | Будимпешта |
| Фудбалски савез Мађарске          | Летње            | Будимпешта |
| Хокеј савез Мађарске              | Летње            | Будимпешта |
| Џудо савез Мађарске               | Летње            | Будимпешта |